# Enrico Gasparotto
Enrico Gasparotto (Sacile, 22 de març de 1982) és un ciclista italià. És un esprintador que corre a les files de l'equip Bahrain-Merida.
Inicialment, es va dedicar al futbol (arribant a jugar a l'equip juvenil de l'AC Milan), però va abandonar-lo per a dedicar-se al ciclisme. Després d'una bona trajectòria com a amateur, va passar a professional l'any 2005 amb l'equip Liquigas-Bianchi. Ja va tenir bones actuacions des del principi, i el mes de maig va aconseguir la seva primera victòria com a professional amb una etapa a la Volta a Catalunya. La gran sorpresa, emperò, va venir el juny, quan es va adjudicar el campionat italià de ciclisme en ruta, superant ciclistes de renom com Filippo Pozzato i Massimo Giunti. En acabar-se la temporada va fer un top-10 a la París-Tours.
L'any 2006 va ser desafortunat per Gasparotto, que va sofrir continus problemes físics, especialment una mononucleosi que va afectar-lo durant l'hivern i una pneumònia que va agafar durant la primavera. No va aconseguir la primera victòria de la temporada fins al Memorial Cimurri, que seria el seu únic triomf el 2006.
Gràcies a la victòria de Liquigas a la contrarellotge per equips que va obrir el Giro d'Itàlia de 2007, Gasparotto va poder dur la maglia rosa durant dues etapes. També va dur la maglia bianca de millor ciclista jove.
Posteriorment va fitxar per l'equip continental Barloworld i la gran temporada que va realitzar va cridar l'atenció a l'equip Lampre, per al qual ha fitxat l'any 2009, amb la intenció d'ajudar Damiano Cunego a les clàssiques.

## Palmarès
- 2003
  - Vencedor d'una etapa de l'Giro del Friül-Venècia Júlia
- 2005
  -  Campió d'Itàlia en ruta
  - Vencedor d'una etapa a la Volta a Catalunya
- 2006
  - 1r al Memorial Cimurri
- 2008
  - Vencedor de l'UCI Europe Tour
  - 1r al Ster Elektrotoer i vencedor d'una etapa
  - 1r al Giro de Romagna
  - Vencedor d'una etapa als Tres dies de La Panne
- 2009
  - Vencedor de la classificació dels esprints a la Volta a Suïssa
- 2010
  - Vencedor d'una etapa de la Tirrena-Adriàtica
- 2012
  - 1r a l'Amstel Gold Race[1]
- 2016
  - 1r a l'Amstel Gold Race

### Resultats al Giro d'Itàlia
- 2007. 97è de la classificació general
- 2008. 92è de la classificació general
- 2009. 60è de la classificació general
- 2010. Abandona (11a etapa)
- 2012. 66è de la classificació general
- 2014. 67è de la classificació general
- 2017. 76è de la classificació general
- 2019. 69è de la classificació general

### Resultats a la Volta a Espanya
- 2009. 82è de la classificació general
- 2010. 68è de la classificació general
- 2011. 78è de la classificació general
- 2012. No surt (2a etapa)
- 2020. 120è de la classificació general

### Resultats al Tour de França
- 2013. 95è de la classificació general